# Natation aux Jeux olympiques d'été de 1968
Navigation
Les résultats des compétitions de natation à l'occasion des Jeux olympiques d'été de 1968 organisés à Mexico.

## Tableau des médailles
| Rang  | Pays                 | Médaille d'or | Médaille d'argent | Médaille de bronze | Total |
| 1     | États-Unis           | 21            | 15                | 16                 | 52    |
| 2     | Australie            | 3             | 2                 | 3                  | 8     |
| 3     | Allemagne de l'Est   | 2             | 3                 | 1                  | 6     |
| 4     | Yougoslavie          | 1             | 1                 | 0                  | 2     |
| 5     | Mexique              | 1             | 0                 | 1                  | 2     |
| 6     | Pays-Bas             | 1             | 0                 | 0                  | 1     |
| 7     | Union soviétique     | 0             | 4                 | 4                  | 8     |
| 8     | Canada               | 0             | 3                 | 1                  | 4     |
| 9     | Grande-Bretagne      | 0             | 1                 | 0                  | 1     |
| 10    | Allemagne de l'Ouest | 0             | 0                 | 2                  | 2     |
| 11    | France               | 0             | 0                 | 1                  | 1     |
| Total | Total                | 29            | 29                | 29                 | 87    |

## Podiums

### Hommes
| Épreuves             | Or                                                                                  | Argent                                                                                            | Bronze                                                                                            |
| Nage libre           |                                                                                     |                                                                                                   |                                                                                                   |
| 100 m                | Mike Wenden Australie 52 s 2 (RM)                                                   | Ken Walsh États-Unis 52 s 8                                                                       | Mark Spitz États-Unis 53 s 0                                                                      |
| 200 m                | Mike Wenden Australie 1 min 55 s 2 (RO)                                             | Don Schollander États-Unis 1 min 55 s 8                                                           | John Nelson États-Unis 1 min 58 s 1                                                               |
| 400 m                | Mike Burton États-Unis 4 min 09 s 0 (RO)                                            | Ralph Hutton Canada 4 min 11 s 7                                                                  | Alain Mosconi France 4 min 13 s 3                                                                 |
| 1 500 m              | Mike Burton États-Unis 16 min 38 s 9 (RO)                                           | John Kinsella États-Unis 16 min 57 s 3                                                            | Greg Brough Australie 17 min 04 s 7                                                               |
| Papillon             |                                                                                     |                                                                                                   |                                                                                                   |
| 100 m                | Doug Russell États-Unis 55 s 9 (RO)                                                 | Mark Spitz États-Unis 56 s 4                                                                      | Ross Wales États-Unis 57 s 2                                                                      |
| 200 m                | Carl Robie États-Unis 2 min 08 s 7                                                  | Martyn Woodroffe Grande-Bretagne 2 min 09 s 0                                                     | John Ferris États-Unis 2 min 09 s 3                                                               |
| Dos                  |                                                                                     |                                                                                                   |                                                                                                   |
| 100 m                | Roland Matthes Allemagne de l'Est 58 s 7 (RO)                                       | Charles Hickcox États-Unis 1 min 00 s 2                                                           | Ronnie Mills États-Unis 1 min 00 s 5                                                              |
| 200 m                | Roland Matthes Allemagne de l'Est 2 min 09 s 6 (RO)                                 | Mitchell Ivey États-Unis 2 min 10 s 6                                                             | Jack Horsley États-Unis 2 min 10 s 9                                                              |
| Brasse               |                                                                                     |                                                                                                   |                                                                                                   |
| 100 m                | Don McKenzie États-Unis 1 min 07 s 7 (RO)                                           | Vladimir Kosinsky Union soviétique 1 min 08 s 0                                                   | Nikolay Pankin Union soviétique 1 min 08 s 0                                                      |
| 200 m                | Felipe Muñoz Mexique 2 min 28 s 7                                                   | Vladimir Kosinsky Union soviétique 2 min 29 s 2                                                   | Brian Job États-Unis 2 min 29 s 9                                                                 |
| 4 nages              |                                                                                     |                                                                                                   |                                                                                                   |
| 200 m                | Charles Hickcox États-Unis 2 min 12 s 0 (RO)                                        | Greg Buckingham États-Unis 2 min 13 s 0                                                           | John Ferris États-Unis 2 min 13 s 3                                                               |
| 400 m                | Charles Hickcox États-Unis 4 min 48 s 4                                             | Gary Hall Sr. États-Unis 4 min 48 s 7                                                             | Michael Holthaus Allemagne de l'Ouest 4 min 51 s 4                                                |
| Relais               |                                                                                     |                                                                                                   |                                                                                                   |
| 4 × 100 m nage libre | États-Unis Zachary Zorn Stephen Rerych Mark Spitz Ken Walsh 3 min 31 s 7 (RM)       | Union soviétique Semyon Belits-Geiman Viktor Mazanov Georgiy Kulikov Leonid Ilyichev 3 min 34 s 2 | Australie Greg Rogers Robert Cusack Bob Windle Mike Wenden 3 min 34 s 7                           |
| 4 × 200 m nage libre | États-Unis John Nelson Stephen Rerych Mark Spitz Don Schollander 7 min 52 s 33 (RO) | Australie Greg Rogers Graham White Bob Windle Mike Wenden 7 min 53 s 77                           | Union soviétique Vladimir Bure Semyon Belits-Geiman Georgiy Kulikov Leonid Ilyichev 8 min 01 s 66 |
| 4 × 100 m 4 nages    | États-Unis Charles Hickcox Don McKenzie Doug Russell Ken Walsh 3 min 54 s 9         | Allemagne de l'Est Roland Matthes Egon Henninger Horst-Günther Gregor Frank Wiegand 3 min 57 s 5  | Union soviétique Yuriy Gromak Vladimir Kosinsky Volodymyr Nemshilov Leonid Ilyichev 4 min 00 s 7  |

### Femmes
| Épreuves             | Or                                                                                 | Argent                                                                                      | Bronze                                                                                          |
| Nage libre           |                                                                                    |                                                                                             |                                                                                                 |
| 100 m                | Jan Henne États-Unis 1 min 00 s 0                                                  | Susan Pedersen États-Unis 1 min 00 s 3                                                      | Linda Gustavson États-Unis 1 min 00 s 3                                                         |
| 200 m                | Debbie Meyer États-Unis 2 min 10 s 5 (RO)                                          | Jan Henne États-Unis 2 min 11 s 0                                                           | Jane Barkman États-Unis 2 min 11 s 2                                                            |
| 400 m                | Debbie Meyer États-Unis 4 min 31 s 8 (RO)                                          | Linda Gustavson États-Unis 4 min 35 s 5                                                     | Karen Moras Australie 4 min 37 s 0                                                              |
| 800 m                | Debbie Meyer États-Unis 9 min 24 s 0 (RO)                                          | Pamela Kruse États-Unis 9 min 35 s 7                                                        | María Teresa Ramírez Mexique 9 min 38 s 5                                                       |
| Papillon             |                                                                                    |                                                                                             |                                                                                                 |
| 100 m                | Lynette McClements Australie 1 min 05 s 5                                          | Ellie Daniel États-Unis 1 min 05 s 8                                                        | Susan Shields États-Unis 1 min 06 s 2                                                           |
| 200 m                | Ada Kok Pays-Bas 2 min 24 s 7 (RO)                                                 | Helga Lindner Allemagne de l'Est 2 min 24 s 8                                               | Ellie Daniel États-Unis 2 min 25 s 9                                                            |
| Dos                  |                                                                                    |                                                                                             |                                                                                                 |
| 100 m                | Kaye Hall États-Unis 1 min 06 s 2 (RM)                                             | Elaine Tanner Canada 1 min 06 s 7                                                           | Jane Swagerty États-Unis 1 min 08 s 1                                                           |
| 200 m                | Lillian Watson États-Unis 2 min 24 s 8 (RO)                                        | Elaine Tanner Canada 2 min 27 s 4                                                           | Kaye Hall États-Unis 2 min 28 s 9                                                               |
| Brasse               |                                                                                    |                                                                                             |                                                                                                 |
| 100 m                | Durdica Bjedov Yougoslavie 1 min 15 s 8 (RO)                                       | Galina Prozumenschikova Union soviétique 1 min 15 s 9                                       | Sharon Wichman États-Unis 1 min 16 s 1                                                          |
| 200 m                | Sharon Wichman États-Unis 2 min 44 s 4 (RO)                                        | Durdica Bjedov Yougoslavie 2 min 46 s 4                                                     | Galina Prozumenschikova Union soviétique 2 min 47 s 0                                           |
| 4 nages              |                                                                                    |                                                                                             |                                                                                                 |
| 200 m                | Claudia Kolb États-Unis 2 min 24 s 7 (RO)                                          | Susan Pedersen États-Unis 2 min 28 s 8                                                      | Jan Henne États-Unis 2 min 31 s 4                                                               |
| 400 m                | Claudia Kolb États-Unis 5 min 08 s 5 (RO)                                          | Lynn Vidali États-Unis 5 min 22 s 2                                                         | Sabine Steinbach Allemagne de l'Est 5 min 25 s 3                                                |
| Relais               |                                                                                    |                                                                                             |                                                                                                 |
| 4 × 100 m nage libre | États-Unis Jane Barkman Linda Gustavson Susan Pedersen Jan Henne 4 min 02 s 5 (RM) | Allemagne de l'Est Gabriele Wetzko Roswitha Krause Uta Schmuck Martina Grunert 4 min 05 s 7 | Canada Angela Coughlan Marilyn Corson Elaine Tanner Marion Lay 4 min 07 s 2                     |
| 4 × 100 m 4 nages    | États-Unis Kaye Hall Catie Ball Ellie Daniel Susan Pedersen 4 min 28 s 3 (RO)      | Australie Lynette Watson Judy Playfair Lynette McClements Janet Steinbeck 4 min 30 s 0      | Allemagne de l'Ouest Angelika Kraus Uta Frommater Heike Hustede Heidemarie Reineck 4 min 36 s 4 |

## Référence
- (en) Rapports officiels des Jeux olympiques de 1968, sur olympic-museum.de.